# Абуладзе, Илья Владимирович
Илья Владимирович Абуладзе (груз.  ილია ვლადიმერის ძე აბულაძე; 24 ноября 1901 г., с. Зеда-Сакара, (ныне — Зестафонский муниципалитет), Грузия — 9 октября 1968 г., Тбилиси, СССР) — выдающийся грузинский историк, филолог и общественный деятель, член-корреспондент Грузинской академии наук (1950 год), Заслуженный деятель науки Грузии (1961 год), доктор филологических наук (1938 год), профессор (1947 год).

## Биография
Абуладзе родился в небольшом селе Зеда-Сакара в Имерети Западная Грузия, (ныне — Зестафонский муниципалитет) в семье сельского священника. В 1927 году окончил Тбилисский государственный университет (ТГУ), а с 1932 года занялся научной деятельностью. Он был учёным, специализирующимся на истории древнегрузинской литературы и армяно-грузинских литературных и культурных связях. Он также известен тем, что заново открыл утраченный алфавит кавказских албанцев.
В 1950 году Абуладзе был избран членом-корреспондентом Академии наук Грузии. В 1958 году организовал Институт рукописей ГАС (ныне Грузинский национальный центр рукописей) и стал его пожизненным директором. С 1938 по 1968 год Абуладзе был профессором Тбилисского государственного университета.
Абуладзе опубликовал критические издания всех основных грузинских агиографических произведений в монументальной серии «Сочинения древнегрузинской агиографической литературы» (ძველი ქართული აგიოგრაფიული იტე რატურის ძეგლები). Проявив особый интерес к армянским источникам, он редактировал средневековую армянскую переработку «Грузинских хроник». Он также открыл и изучил древнеудинскую письменность (1937 год) и составил Словарь древнегрузинского языка (ძველი ქართული ენის ლექსიკონი; появился посмертно в 1973 году).